# Permanent Wyoming Mineral Trust Fund
Der Permanent Wyoming Mineral Trust Fund (PWMTF) ist ein Staatsfonds im Besitz des Bundesstaates Wyoming und wird von diesem verwaltet. Der Fonds wurde 1975 gegründet und ist der älteste und größte staatliche Fonds des Bundesstaates. Er dient der Verwaltung des Bundesstaates. Finanziert durch Abgaben auf natürliche Ressourcen des Bundesstaates investiert der PWMTF in Aktien und Anleihen. Nur die Erträge des Fonds – nicht das Kapital – können ausgegeben werden. Der Permanent Wyoming Mineral Trust Fund verfügte Ende März 2022 über ein Vermögen von fast 10 Milliarden US-Dollar.
Er wird vom Wyoming State Treasurer’s Office mit 9 weiteren Fonds verwaltet.

## Geschichte
Als der Demokrat Ernest Wilkerson 1966 für das Gouverneursamt kandidierte, brachte der Anwalt und Autoteilehändler aus Casper die Idee einer Förderabgabe wieder auf, um Wyomings Bodenschätze für die Zukunft zu sichern. Das Konzept war bereits 1889 auf dem Verfassungskonvent Wyomings erörtert worden und erneut, als 1924 eine Verfassungsänderung erfolglos vorgeschlagen wurde. In den darauffolgenden Jahren wurde es jedoch nur noch sporadisch thematisiert.
Im Jahr 1966 lenkte Ernest Wilkersons Gouverneurswahlkampf die Aufmerksamkeit erneut auf eine Förderabgabe. Unter dem Slogan „Wyomings Reichtum für Wyomings Bevölkerung“ sprach Wilkerson von der „stillen Abzweigung des Reichtums Wyomings“ und sah das Potenzial der Mineral- und Energieentwicklung im Bundesstaat voraus.
Umgesetzt wurde der Fonds finanziert durch die Rohstoffabgabe im Jahr 1968, allerdings durch den Gouverneur Stan Hathaway, der im Wahlkampf gegen Wilkerson gewonnen hatte. Dieser brachte im Parlament des Bundesstaates einen Gesetzentwurf zur Einführung einer Abgabe auf Mineralien ein. Hathaway ergriff diese Maßnahme, nachdem das Guthaben auf dem Staatskonto auf etwa 80 Dollar gesunken war. Der Gesetzentwurf wurde in der Legislaturperiode 1969 verabschiedet und führte eine Förderabgabe von 1 % ein.
Wyomings Parlament wollte die Steuer 1974 erhöhen, doch Hathaway kündigte an, die Erhöhung zu blockieren, sofern nicht ein Teil der Steuereinnahmen einem dauerhaften Mineralien-Treuhandfonds zugeführt würde. Dies ebnete den Weg für die Verabschiedung des PWMTF. Er wurde offiziell durch eine Änderung der Landesverfassung im November 1974 ins Leben gerufen.
In den ersten 13 Jahren wurden 2 % der Einnahmen aus der Abfindungssteuer für den Aufbau des Kontos verwendet. Später wurde die Vorgabe auf 1,5 % gesenkt, und 0,5 % wurden auf das staatliche Sparkonto umgeleitet. Im Jahr 2005 wurde die verfassungsmäßige Vorgabe um weitere 1 % erhöht, sodass insgesamt 2,5 % der Abfindungssteuer im PWMTF angelegt wurden.
Der PWMTF investierte ursprünglich ausschließlich in Anleihen. Damals war die Vorgabe festverzinslicher Anlagen in der Landesverfassung verankert. 1996 stimmten die Wähler Wyomings jedoch einer Gesetzesänderung zu, die es dem Fonds erlaubte, auch in Aktien zu investieren. Heute dürfen bis zu 70 % des PWMTF in Aktien investiert werden.
Von 2021 bis 2024 war der PWMTF der best performende Staatsfonds der US-Bundesstaaten.